# فيتنام الجنوبية
فيتنام الجنوبية أو الجمهورية الفيتنامية، (بالفيتنامية:Việt Nam Cộng Hòa) كانت دولة موجودة منذ عام 1955 حتى 1975، وهي الفترة التي كان فيها الجزء الجنوبي من فيتنام عضوًا في الكتلة الغربية خلال جزء من الحرب الباردة. حصلت على اعتراف دولي في عام 1949 لتصبح معروفة باسم «دولة فيتنام» (بالفيتنامية:Quốc gia Việt Nam) (كيان يتمتع بالحكم الذاتي في الإمبراطورية الاستعمارية الفرنسية)، والتي كانت ملكية دستورية (1949-1955). أُعيدت تسمية البلاد إلى «جمهورية فيتنام» في عام 1955. كانت عاصمتها سايغون (مدينة هو تشي منه الآن). يحد فيتنام الجنوبية من الشمال فيتنام الشمالية، ومن الشمال الغربي مملكة لاوس، ومن الجنوب الغربي كمبوديا، وتحدها تايلاند عبر خليج تايلاند إلى الجنوب الغربي، والفلبين، وماليزيا، وبروناي، وإندونيسيا عبر بحر الصين الجنوبي في الشرق والجنوب الشرقي.
أُعلن عن الجمهورية فيتنامية في 26 أكتوبر عام 1955، مع الإعلان عن نغو دينه ديم كأول رئيس لها، وذلك بعد أن عمل لفترة قصيرة كرئيس للوزراء في عهد الإمبراطور باو داي الذي نُفي لاحقًا. أُعترف بسيادتها من قبل الولايات المتحدة و 87 دولة أخرى. كان لها عضوية في العديد من اللجان المتخصصة التابعة للأمم المتحدة، ولكن رُفض طلبها بالحصول على العضوية الكاملة في عام 1957 بسبب الفيتو السوفيتي (لم تكن فيتنام الجنوبية ولا الشمالية عضوين في الأمم المتحدة خلال حرب فيتنام، لكن أصبحت فيتنام المتحدة من الدول الأعضاء فيها عام 1977). يمكن إرجاع أصول فيتنام الجنوبية إلى المستعمرة الفرنسية كوتشين تشاينا، والتي تألفت من الثلث الجنوبي لفيتنام الذي كان كوتشين تشاينا، وهي جزء فرعي من الهند الصينية الفرنسية، والنصف الجنوبي من فيتنام الوسطى أو آنام، التي كانت محمية فرنسية. بعد الحرب العالمية الثانية، أعلنت قوات حزب فيت مين المناهضة لليابانيين، بقيادة هو تشي منه، تأسيس جمهورية فيتنام الديمقراطية في هانوي في سبتمبر عام 1945، وأصدرت إعلان استقلال فيتنام على غرار إعلان الاستقلال الأمريكي من عام 1776.
في عام 1949، شكل السياسيون الفيتناميون المناهضون للشيوعية حكومة منافسة في سايغون بقيادة الإمبراطور السابق باو داي. عُزل باو داي من قِبل رئيس الوزراء نغو دينه ديم في عام 1955، الذي أعلن نفسه رئيسًا للبلاد بعد الاستفتاء الشعبي. قُتل ديم في انقلاب عسكري بقيادة الجنرال دونج فان مينه في عام 1963، وتلى ذلك سلسلة من الحكومات العسكرية قصيرة الأمد. بعد ذلك، قاد الجنرال نغوين فان ثيو البلاد بعد انتخابات رئاسية مدنية شجعتها الولايات المتحدة من عام 1967 حتى عام 1975. وقعت بدايات حرب فيتنام في عام 1955 مع انتفاضة قادتها جبهة التحرير الوطنية لجنوب فيتنام (الفيت كونغ) المُنظمة حديثًا، سُلحت ودُعمت من قِبل فيتنام الشمالية، ودُعمت بشكل أساسي من قِبل الصين والاتحاد السوفيتي. حدث تصعيد أكبر للتمرد في عام 1965 مع التدخل الأمريكي وإدخال القوات النظامية من مشاة البحرية، تلتها وحدات الجيش لاستكمال كوادر قيادة المستشارين العسكريين الذين كانوا يوجهون القوات المسلحة الجنوبية. شُنت حملة قصف منتظمة على شمال فيتنام بواسطة طائرات البحرية الأمريكية الخارجية والسفن الحربية وحاملات الطائرات وبالاشتراك مع سرايا القوات الجوية خلال عامي 1966 و1967. بلغ القتال ذروته خلال هجوم تيت في فبراير 1968، عندما كان هناك أكثر من مليون جندي فيتنامي جنوبي و500,000 جندي أمريكي في جنوب فيتنام. في وقت لاحق من الحرب تحولت حرب العصابات الأولية إلى معركة أكثر تقليدية، وأصبح ميزان القوى متساويًا. بدأ غزو مدرع أكبر من الشمال خلال هجوم عيد الفصح في أعقاب انسحاب القوات البرية الأمريكية، واجتياح بعض المدن الشمالية الكبرى إلى أن تعرضوا للهزيمة.
على الرغم من اتفاقية الهدنة بموجب اتفاقات باريس للسلام، المبرمة في يناير 1973، بعد خمس سنوات مليئة بالعذاب من المفاوضات الداخلية والخارجية، استمر القتال عقب ذلك مباشرةً. شن جيش فيتنام الشمالي المنظم والمساعدين في الفيت كونغ الغزو التقليدي الثاني الرئيسي للأسلحة المشتركة في عام 1975. اجتاحت القوات الشيوعية سايغون في 30 أبريل عام 1975، معلنة نهاية جمهورية فيتنام. في 2 يوليو 1976، أُدمجت الحكومة الثورية المؤقتة لجمهورية فيتنام الجنوبية (التي تولت إدارة البلاد) وجمهورية فيتنام الديمقراطية لتشكيل جمهورية فيتنام الاشتراكية.

## أصل التسمية
كان الاسم الرسمي لدولة جنوب فيتنام هو فيت نام كونغ هو (جمهورية فيتنام) وكان اسمها الفرنسي ريببليك دو فيت نام. عُرف الشمال باسم «جمهورية فيتنام الديمقراطية».
فيت نام، هو الاسم الذي اعتمده الإمبراطور جيا لونغ عام 1804. وهو الصيغة الأخرى من «نام فيت»، وهو الاسم الذي استُخدم في العصور القديمة. في عام 1839، أعاد الإمبراطور مينه مينغ تسمية البلاد لتصبح «داي نام» أي الجنوب العظيم. في عام 1945، تغير الاسم الرسمي للأمة إلى «فيتنام». يُقدم الاسم أيضًا أحيانًا «فيت نام» باللغة الإنجليزية. أصبح مصطلح «فيتنام الجنوبية» شائع الاستخدام في عام 1954، عندما قسم مؤتمر جنيف فيتنام مؤقتًا إلى أجزاء شيوعية وغير شيوعية.
استُخدمت أسماء أخرى لهذه الدولة خلال فترة وجودها مثل فيتنام الحرة، وحكومة فيت نام (جي في إن).

## نبذة تاريخية

### تأسيس جنوب فيتنام
قبل الحرب العالمية الثانية كان الثلث الجنوبي من فيتنام هو كوتشين تشاينا المُتنازل عنها، التي كانت تُدار من قبل الهند الصينية الفرنسية. أدار الحاكم الفرنسي العام في هانوي جميع الأجزاء الخمسة في الهند الصينية (تونكين، وآنام، وكوتشين تشاينا، ولواس، وكمبوديا)، بينما كانت كوتشين تشاينا تحت حكم حاكم فرنسي، لكنها تختلف عن الأجزاء الأخرى بوجود السكان الأصليين المثقفين والأثرياء الذين مُنحوا الجنسِيَّة الفرنسية (تميزت مدينة توران التي هي الآن دا نانغ الواقعة في الثلث الأوسط في فيتنام بهذا الامتياز وذلك لمنح المدينة حق التمتع بالامتياز أيضًا). كان الثلث الشمالي من فيتنام، لاحقًا مستعمرة تونكين تحت حكم جنرال مقيم فرنسي. كانت محمية آنام بين تونكين في الشمال وكوتشين تشاينا في الجنوب، تحت حكم مسؤول مقيم فرنسي. كان الإمبراطور الفيتنامي باو داي، المقيم في هوي، الحاكم الاسمي لآنام وتونكين، التي كان لها نظام إدارة فرنسي وفيتنامي متوازي، ولكن كان نفوذه أقل في تونكين بالمقارنة مع آنام. ضمت فرنسا كوتشين تشاينا في عام 1862، حتى أنها انتخبت نائبًا للجمعية الوطنية الفرنسية. كانت أكثر «تطورًا»، وكانت المصالح الفرنسية أقوى ما كانت عليه في الأجزاء الأخرى من الهند الصينية، ولا سيما مزارع المطاط المملوكة لفرنسا. خلال الحرب العالمية الثانية، كانت الهند الصينية تدار من قبل فرنسا الفيشية واحتلتها اليابان في سبتمبر 1940. أطاحت القوات اليابانية بالإدارة الفيشية في 9 مارس 1945، وأعلن الإمبراطور باو داي استقلال فيتنام. عند استسلام اليابانيين في 16 أغسطس 1945، تنازل الإمبراطور باو داي عن العرش، وأعلن الزعيم فيت مينه هو تشي مينه جمهورية فيتنام الديمقراطية (دي أر في) في هانوي وسيطرت جمهورية فيتنام الديمقراطية على الدولة الفيتنامية بأكملها تقريبًا. في يونيو 1946، أعلنت فرنسا كوتشين تشاينا جمهورية، ومنفصلة عن الأجزاء الشمالية والوسطى. وصل الجيش الوطني الثوري الصيني كوميونتانغ ليحتل شمال فيتنام بخط عرض 16 درجة شمال، بينما اجتاحت قوات بقيادة بريطانية الجنوب في سبتمبر. سهلت القوات ذات القيادة البريطانية عودة القوات الفرنسية التي حاربت فيت مينه للسيطرة على مدن وبلدات الجنوب. بدأت حرب الهند الصينية الفرنسية في 19 ديسمبر 1946، مع استعادة فرنسا السيطرة على هانوي والعديد من المدن الأخرى.